# قائمة بمحطات توليد الطاقة في سوريا
قائمة بمحطات توليد الطاقة في سوريا

## الطاقة المتجددة

### المحطات الكهرومائية
| المحطة         | السعة بالميجا واط | المدينة          |
| -------------- | ----------------- | ---------------- |
| محطة سد البعث  | 81                | الرقة            |
| محطة سد الطبقة | 800               | الثورة أو الطبقة |
| محطة سد تشرين  | 630               | أبو قلقل         |

## الطاقة غير المتجددة

### محطات حرارية
| المحطة         | السعة بالميجا وات | المدينة                  |
| -------------- | ----------------- | ------------------------ |
| محطة حلب       | 1065              | حلب                      |
| محطة محردة     | 660               | المحطة الحرارية (محردة)  |
| محطة بانياس    | 680               | المحطة الحرارية (بانياس) |
| محطة الزارة    | 660               | حمص                      |
| محطة زيزون     | 500 (خارج الخدمة) | إدلب                     |
| محطة جندر      | 1100              | حمص                      |
| محطة ديرعلي-1  | 750               | ريف دمشق                 |
| محطة دير علي-2 | 750               | ريف دمشق                 |
| محطة الناصرية  | 500               | ريف دمشق                 |
| منشأة التيم    | 96                | دير الزور                |